# 江户紫
江戶紫是一種顏色名稱。按日本產業規格（JIS）的描述，江戶紫是帶有濃藍色色調的紫色。這一顏色名稱由來自江戶時代在武藏野自生的紫草染色。和紅色色調較強的京紫相對，江戶紫的藍色較強。江戶紫是順天堂大學的代表色。